# Кизилярово (Зіанчуринський район)
Кизиля́рово (рос. Кызылярово, башк. Ҡыҙылъяр) — присілок у складі Зіанчуринського району Башкортостану, Росія. Входить до складу Янибаєвської сільської ради.
Населення — 98 осіб (2010; 114 в 2002).
Національний склад:
- башкири — 99%